# Swift Fork
Pour les articles homonymes, voir Swift.
La rivière Swift Fork est un cours d'eau d'Alaska, aux États-Unis situé dans la région de recensement de Yukon-Koyukuk. C'est un affluent de la North Fork Kuskokwim, elle-même affluent du fleuve Kuskokwim.

## Description
Longue de 75 milles (121 km), elle prend sa source au glacier Chedotlothna proche de la limite sud-ouest du Parc national et réserve de Denali et coule en direction du nord-ouest pour rejoindre la  North Fork Kuskokwim à 50 milles (80 km) au nord-est de Medfra.
Son nom a été référencé en 1912 par le trappeur Jacob Johnson alors qu'elle était nommée Shangavinapok par les habitants. En 1955, l'Institut d'études géologiques des États-Unis lui avait donné le nom de McKinley Fork. Son nom actuel a été adopté en 1956.